# Tour de Colombie 1966
Le Tour de Colombie 1966, qui se déroule du 12 au 29 mai 1966, est une épreuve cycliste remportée par le Colombien Martín Emilio Rodríguez, devant le vainqueur de l'édition précédente, Javier Suárez (es). Cette course est composée de 18 étapes.